# Mariska Huisman
Mariska Huisman (Andijk, 23 november 1983) is een Nederlandse voormalige marathonschaatsster en langebaanschaatsster. Haar broer Sjoerd Huisman was eveneens een bekende marathonschaatser. In het seizoen 2011-2012 reed ze voor Team BOHH.nl en in 2012/2012 bij Team De Wit (het voormalige 1nP).

## Junioren
In maart 2002 deed Mariska Huisman mee aan het WK Junioren in Klobenstein. In het allroundtoernooi werd ze 7e, maar op de ploegenachtervolging werd ze samen met Annelies van der Ploeg en Elma de Vries wereldkampioen. Het Nederlandse trio reed een wereldrecord in een tijd van 3.12,07. Een jaar later in Kushiro verdedigde ze met succes de achtervolgingstitel, dit keer met Maaike Head en Jorien Voorhuis. Ze werd nu 6e op het allroundtoernooi.

## Senioren
Bij de senioren leek Huisman zich vooral tot middenafstandrijdster te ontwikkelen, getuige een toptienplaats op de 1000 meter van de NK afstanden 2003 en een 12e plek op de NK allround 2003 met een 7e plaats op de 1500 meter. Op de NK allround van 2005 werd Huisman 17e van de 18 deelnemers.

## Marathon
Na tegenvallende resultaten stapte Huisman over naar de marathon. In het seizoen 2008-2009 won Huisman twee van de vijf wedstrijden en het eindklassement van de Super Prestige Marathonschaatsen. Ook won ze het NK marathon op kunstijs van 2010. In marathonseizoen 2010-2011 won ze meerdere wedstrijden en werd ze tweede in het eindklassement van de Super Prestige.
Het marathonseizoen 2011-2012 begon goed voor Huisman, na een goed resultaat bij de eerste paar wedstrijden voor de Marathon Cup werd ze door de KNSB aangewezen voor de massastart. Dit onderdeel had ze als demonstratie-evenement als eens gewonnen. Ze had aan de ISU-limiettijd voldaan door mee te doen aan de 3000 meter op het NK afstanden. Bij die wereldbekerwedstrijd in Astana won ze de eerste massastart ook, door Claudia Pechstein in de eindsprint te verslaan.
Op 25 januari 2013 werd Huisman op het Veluwemeer Nederlands kampioene op natuurijs. Amper een week later won ze ook het Open NK marathon op natuurijs op de Weissensee in Oostenrijk, deze titel had ze ook al in 2011 behaald en in 2014 en 2015 voegde ze daar nog twee aan toe.
Huisman maakte op 14 januari 2015 bekend dat zij na het lopende seizoen zal stoppen met marathonschaatsen.

## Belangrijke overwinningen
2009
- 1e eindklassement van de Super Prestige

2010
- 1e NK marathon op kunstijs
- 1e eindklassement DSB marathon cup

2011
- 1e Alternatieve Elfstedentocht
- 1e eindklassement van de Super Prestige

2012
- NK marathon op kunstijs
- 1e eindklassement KPN marathon cup
- eerste massastart

2013
- 1e op de open NK in Oostenrijk Weissensee
- Nederlands kampioene op natuurijs
- 1e eindklassement KPN marathon cup

2014
- 1e open NK in Oostenrijk Weissensee
- 1e eindklassement KPN Grand Prix
- 1e eindklassement KPN marathon cup

2015
- 1e open NK in Oostenrijk Weissensee
- 1e Nederlands kampioen marathon kunstijs Groningen

## Top 3 uitslagen Marathon
2005
- 2e Dames The Greenery Six Finale Den Haag
- 3e Dames Gewest Drenthe Marathon (Essent Cup 2) Assen

2006
- 3e The Greenery Four 3 Utrecht
- Gewestelijke Kampioenschappen Noord-Holland/Utrecht Alkmaar
- 3e 3e dag Essent Driedaagse (1e manche) Groningen
- 2e The Greenery Six Finale Den Haag
- 3e Gewest Drenthe Marathon (Essent Cup 2) Assen

2007
- 2e 1e Marathon op Natuurijs Haaksbergen
- 3e Essent Driedaagse (dag 3, 5e etappe) Haarlem
- 2e Essent Driedaagse (dag 2, 4e etappe) Heerenveen
- 3e Essent Driedaagse (dag 2, *3e etappe) Heerenveen
- Gewestelijke Kampioenschappen Noord-Holland/Utrecht Amsterdam
- 2e Essent Cup 4 Amsterdam
- 2e Essent Cup 3 Eindhoven

2008
- 3e Essent World Grand Prix Finale Borlänge (Zwe.)
- 2e Essent World Grand Prix 2 Borlänge (Zwe.)
- 3e Criterium Weissensee (Oos.)
- KNSB Cup Finale Alkmaar
- Gewestelijk Kampioenschap Noord-Holland/Utrecht Haarlem
- 3e Essent Cup 8 Eindhoven
- 3e Essent Cup 5 Assen
- 2e KNSB Cup 10 Den Haag

2009
- 3e Nederlandse Kampioenschappen Senioren Heerenveen
- 3e KNSB Cup Finale Hoorn
- 3e KNSB Cup 10 Breda
- 2e Grand Prix 3 Runnmeer
- 2e Grand Prix 1 Runnmeer
- 3e Alternatieve Elfstedentocht Weissensee
- Super Prestige 4 Biddinghuizen
- Nieuwjaars Super Prestige Biddinghuizen
- 2e Marathon Haaksbergen Haaksbergen
- 2e Essent Cup 9 Assen
- 2e Super Prestige 2 Biddinghuizen
- 3e Essent Cup 8 Utrecht
- 3e Super Prestige 1 Biddinghuizen
- Essent Cup 7 Amsterdam
- 3e Essent Cup 6 Assen
- 3e Essent Cup 4 Amsterdam
- Essent Cup 3 Eindhoven
- 3e KNSB Cup 8 Eindhoven
- 2e KNSB Cup 7 Deventer
- 2e KNSB Cup 6 Enschede
- 3e KNSB Cup 4 Assen
- 2e KNSB Cup 3 Den Haag
- 3e KNSB Cup 1 Amsterdam

2010
- Driedaagse - Finale Hoorn
- Driedaagse - dag 2 Breda
- Grand Prix FlevOnice (Grand Prix 3) Biddinghuizen
- Criterium Weissensee Weissensee
- 3e Open Nederlandse Kampioenschappen Weissensee
- 2e Aart Koopmans Memorial (Grand Prix 1) Weissensee
- Nederlandse Kampioenschappen Senioren Amsterdam
- 2e De Ronde van Loosdrecht Loosdrecht
- 2e Marathon Cup Finale Hoorn
- 2e Marathon Cup 17 Heerenveen
- 2e Marathon Cup 15 Groningen
- 3e Marathon Nieuw Amsterdam Veenoord Nw. Amsterdam/Veenoord
- 3e Marathon Cup 13 Haarlem
- 2e Marathon Haaksbergen Haaksbergen
- 2e Marathon Cup 12 Biddinghuizen
- Marathon Cup 7 Hoorn
- 2e Marathon Cup 6 Den Haag
- Marathon Cup 4 Eindhoven
- Marathon Cup 3 Amsterdam

2011
- Essent ISU World Cup Finale Heerenveen
- 2e Marathon Cup 17 Groningen
- 2e Grand Prix Finale Runnmeer
- Alternatieve Elfstedentocht (Grand Prix 3) Weissensee
- Criterium Weissensee Weissensee
- Open Nederlands Kampioenschap Weissensee
- Aart Koopmans Memorial (Grand Prix 2) Weissensee
- Super Prestige Finale (Marathon Cup 15) Biddinghuizen
- 2e Marathon Cup 15 Alkmaar
- 3e Super Prestige 1 (Marathon Cup 9) Biddinghuizen
- 3e Marathon Cup 8 Breda
- Gewestelijk Kampioenschap Noord-Holland/Utrecht Utrecht
- 3e Marathon Cup 6 Eindhoven
- Marathon Cup 4 Den Haag
- 3e Marathon Cup 3 Utrecht

2012
- 2e Essent ISU World Cup Finale Berlijn
- Essent ISU World Cup 2 Heerenveen
- Puntenkoers (Tweedaagse) Heerenveen
- 2e Natuurijs Grandprix 3 () Falun
- 3e Hollands Venetiëtocht Giethoorn
- 2e Univé Schaatsmarathon Appingedam Appingedam
- 2e Veluwemeertocht Elburg
- Noord-Holland/Utrechtse Kampioenschappen op natuurijs Waarland
- 2e Alternatieve Elfstedentocht (Grand Prix 2) Weissensee
- 3e Criterium Weissensee Weissensee
- 2e Aart Koopmans Memorial (Grand Prix 1) Weissensee
- 2e Marathon Cup Finale Groningen
- 2e FlevOnice Bokaal Biddinghuizen
- 2e Marathon Cup 14 Deventer
- 2e Marathon Cup 13 Hoorn
- 2e Finale Super Prestige Biddinghuizen
- 2e Marathon Cup 11 Enschede
- 2e Kwalificatiewedstrijd World Cup massastart Heerenveen
- Nederlands Kampioenschap Marathon Senioren Heerenveen
- 2e etappe Super Prestige Biddinghuizen
- Marathon Cup 8 Assen
- 2e Gewestelijk Kampioenschap Noord-Holland/Utrecht Amsterdam
- Essent ISU World Cup 1 Astana
- 2e Jan van der Hoorn Schaatssport Marathon (Marathon Cup 6) Haarlem
- De Uithof Bokaal (Marathon Cup 5) Den Haag
- 2e Van der Wiel Marathon (Marathon Cup 2) Heerenveen
- 2e Amsterdamsche IJsclub Bokaal (Marathon Cup 1) Amsterdam
- 3e Opening Ijsstadion Deventer

2013
- 2e Puntenkoers (Driedaagse 1) Dronten
- 2e Massastart (Driedaagse 1) Dronten
- 3e Essent ISU World Cup 3 Inzell
- 3e Alternatieve Elfstedentocht (Grand Prix 2) Weissensee
- Open Nederlands Kampioenschap Weissensee
- Nederlands Kampioenschap Marathon op natuurijs Elburg
- Marathon Limmen Limmen
- Marathon Cup Finale Amsterdam
- 2e Marathon Gramsbergen Gramsbergen
- Marathon Haaksbergen Haaksbergen
- Marathon Noordlaren Noordlaren
- Marathon Cup 14 Eindhoven
- 2e Marathon Cup 13 Alkmaar
- 2e Nederlands Kampioenschap Massastart Heerenveen
- 2e Marathon Cup 12 Enschede
- Marathon Cup 11 Hoorn
- Marathon Cup 10 Breda
- 2e Marathon Cup 9 Groningen
- 3e Marathon Cup 8 Assen

2014
- 3e Marathon Cup Finale Amsterdam (Olympisch Stadion)
- open NK in Oostenrijk Weissensee
- 2e Aart Koopmans Memorial (Grand Prix 1) Weissensee
- 2e Marathon Cup 13 Groningen
- 2e Marathon Cup 12 Enschede
- Kampioenschap van Kralingen Rotterdam
- Marathon Cup 9 Assen
- 3e Kloosterboer Marathon (Marathon Cup 8) Hoorn
- Kwintus Nova Trophy Dronten
- 2e Jan v/d Hoorn Schaatssport Marathon (Marathon Cup 6) Haarlem
- Gewestelijk Kampioenschap Noord-Holland/Utrecht Amsterdam
- 2e IJsselcup Marathon (Marathon Cup 3) Deventer

2015
- 3e KPN Marathon Cup 15 Deventer
- Grand Prix 4 Falun
- open NK in Oostenrijk Weissensee
- Aart Koopmans Memorial
- 2e Nederlands Kampioenschap Massastart
- Nederlands kampioen marathon kunstijs Groningen
- Marathon Cup 11 Groningen
- Marathon Cup 10 Rotterdam
- 2e Marathon Cup 9 Breda
- Openingswedstrijd Pelotons rit Flevonice Biddinghuizen
- 3e Marathon Cup 7 Assen
- 3e Sjoerd Huisman bokaal (Marathon Cup 6) Hoorn
- 3e Gewestelijk Kampioenschap Noord-Holland/Utrecht
- 2e De Uithof Marathon Cup (Marathon Cup 4) Den Haag
- 3e De Vechtsebanen Marathon (Marathon Cup 3) Utrecht
- 2e A-ware/Fonterra Marathon (Marathon Cup 2) Heerenveen
- 2e 43e Jaap Eden Trofee (Marathon Cup 1) Amsterdam

## Persoonlijke records
| Afstand    | Tijd    | Datum            | Baan       |
| ---------- | ------- | ---------------- | ---------- |
| 500 meter  | 40,79   | 19 maart 2003    | Calgary    |
| 1000 meter | 1.18,91 | 27 oktober 2013  | Heerenveen |
| 1500 meter | 2.00,73 | 30 december 2012 | Heerenveen |
| 3000 meter | 4.12,69 | 10 november 2012 | Heerenveen |
| 5000 meter | 7.21,31 | 11 november 2012 | Heerenveen |